# Collema coilocarpum
Collema coilocarpum är en lavart som först beskrevs av Johannes Müller Argoviensis, och fick sitt nu gällande namn av Alexander Zahlbruckner. Collema coilocarpum ingår i släktet Collema och familjen Collemataceae.   Inga underarter finns listade i Catalogue of Life.